# کلیسای آنا مقدس، ایروان
کلیسای آنا مقدس، ایروان یک کلیسا حواری ارمنی واقع در می‌باشد. ساخت و ساز این ساختمان ۲۰۱۴ به پایان رسید. معمار این بنا Vahagn Movsisyan است که این بنا را به سبک Cruciform طراحی کرده‌است.